# Xclock

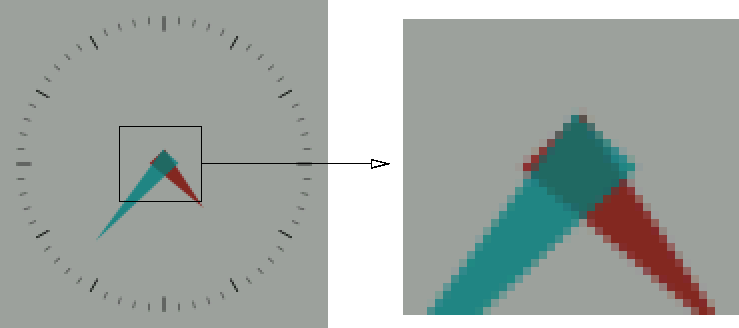

Xclock 是X Window System平台上標準的 gui clock。 
其輸出有類比與數位兩種規格。
xclock的時間可由使用者自行決定。
xclock的時間來源取自於系統時鐘（system clock）。